# Bundesverband kommunale Filmarbeit
Der Bundesverband kommunale Filmarbeit (BkF) ist der Dachverband der kommunalen und nichtgewerblichen Kinos in Deutschland.

## Organisation
Der BkF wurde 1975 als eingetragener Verein mit Sitz in Frankfurt am Main gegründet. Im Bundesverband sind über 120 kommunale, studentische und freie nichtgewerbliche Kinos organisiert, außerdem einige Filmfestivals, mobile Kinos und sonstige filmkulturelle Institutionen. Mitglied kann jedes nichtgewerbliche Kino werden, das „für die kulturelle Filmarbeit, die Bewahrung des Filmerbes und den Erhalt der Kinokultur vor Ort eintritt“. In Baden-Württemberg und Hessen existieren Landesverbände, angeschlossen ist auch der Arbeitskreis Hochschulkinos im BkF.
Die Geschäftsstelle des BkF befindet sich in Frankfurt am Main. Geschäftsführer ist Fabian Schauren, Co-Geschäftsführer ist Johannes Litschel und Erster Vorsitzender ist Andreas Heidenreich vom Kommunalen Kino Weiterstadt. 
Dem Kuratorium gehören Robert Bramkamp, Ulrich Gregor, Angela Haardt, Hilmar Hoffmann († 2018), Dieter Krauß, Florian Opitz,  Andres Veiel, Michael Verhoeven und Wim Wenders an.
Der BkF gibt seit 1990 mit der Kinema kommunal vierteljährlich eine Zeitschrift heraus, unterhält einen kleinen Filmverleih und stellt thematische Filmreihen zusammen. Er organisiert gemeinsam mit der AG Kurzfilm die Kinotour der Gewinner des Deutschen Kurzfilmpreises und veranstaltet seit 2005 jährlich in einer anderen Stadt einen Bundeskongress.

## Filmpreise
Der BkF beteiligt sich an Ausrichtung und Juryarbeit des Kinopreises des Kinematheksverbundes und verleiht zwei eigene Filmpreise.
Mit dem Caligari Filmpreis zeichnen BkF und Filmdienst seit 1986 einen stilistisch und thematisch innovativen Beitrag aus dem Internationalen Forum des Jungen Films aus.
Mit dem Liliput Preis wurde jährlich von 1997 bis 2009 eine herausragende Filmsynchronisation und eine herausragende Untertitelung ausgezeichnet. 2008 wurde er im Rahmen der Frankfurter Buchmesse vom BkF in Zusammenarbeit mit dem Verband der deutschen Filmkritik im Forum Film & TV verliehen. Schirmherr war der Synchronsprecher Christian Brückner.